# کوه تیانژو
کوه تینجو (به لاتین: Mount Tianzhu) یک کوه در چین است که در آن‌هوئی واقع شده‌است. کوه تینجو ۱٬۷۶۰ متر بالاتر از سطح دریا واقع شده‌است.